# Peter Sejna
Peter Sejna (* 5. října 1979 v Liptovském Mikuláši) je bývalý slovenský hokejový útočník.

## Hráčská kariéra
S hokejem začínal v Liptovském Mikuláši, za které debutoval v seniorské nejvyšší domácí lize v ročníku 1997/98. V létě 1998 odcestoval do zámoří, hrával dvě sezóny v lize USHL za klub Des Moines Buccaneers, později přešel do ligy NCAA, ve kterém odehrál tři sezony v týmu Colorado College. 6. dubna 2003 podepsal smlouvu s týmem St. Louis Blues jako volný hráč. Debut v NHL uskutečnil v průběhu sezóny 2002/03, v celé sezóně odehrál pouze jeden zápas v NHL, ve kterém se mu podařilo vstřelit gól. V St. Louis Blues odehrál čtyři sezóny, playoff si však nezahrál. V AHL strávil pět ročníků, všechny odehrál na farmě Bluesmanů ve Worcester IceCats (2003/2005) a od 2004/05 v klubu Peoria Rivermen. Snaha probít se do NHL již nebyla reálná, vrátil se zpět do Evropy a dohodl se na působení se švýcarským klubem ZSC Lions hrající domácí nejvyšší soutěž s názvem National League A. S týmem dosáhl vítězství v hokejové lize mistrů. Po vypršení smlouvy odešel do švýcarského klub HC Davos, ve kterém setrval dva roky. Třetí klub ve švýcarské nejvyšší lize se stal Rapperswil-Jona Lakers, se kterým uzavřel dvouletou smlouvu. Po vypršení dvouleté smlouvě již nadále v klubu nepokračoval. Ročník 2012/13 v Rapperswila se stal v klubu druhým nejproduktivnějším hráčem. Závěrečnou část své kariéry strávil v nižší švýcarské soutěži NLB za HC La Chaux-de-Fonds

## Ocenění a úspěchy
- 2001 NCAA – Nováček roku
- 2003 NCAA – První All-Star Tým
- 2003 NCAA – Hráč roku
- 2003 NCAA – Západní část All-Amerika Tým
- 2003 NCAA – Hobey Baker Memorial Award (je jediným Evropanem, který tuto trofej získal)[1]
- 2009 HLM – Nejlepší hráč v pobytu na ledě (+/-)

## Prvenství
- Debut v NHL – 6. dubna 2003 (Colorado Avalanche proti St. Louis Blues)
- První gól v NHL – 6. dubna 2003 (Colorado Avalanche proti St. Louis Blues, kanadskému brankáři Patrick Roy)
- První asistence v NHL – 18. října 2003 (St. Louis Blues proti Washington Capitals)

## Klubová statistika
| Sezóna       | Klub                     | Soutěž       |     | Základní část | Základní část | Základní část | Základní část | Základní část |    | Play off | Play off | Play off | Play off | Play off |
| Sezóna       | Klub                     | Soutěž       | Z   | G             | A             | B             | TM            | Z             | G  | A        | B        | TM       |          |          |
| 1995/1996    | MHk 32 Liptovský Mikuláš | SE-dor.      | 44  | 40            | 23            | 63            | 20            | —             | —  | —        | —        | —        |          |          |
| 1996/1997    | MHk 32 Liptovský Mikuláš | SE-dor.      | 40  | 32            | 19            | 51            | 6             | —             | —  | —        | —        | —        |          |          |
| 1997/1998    | MHk 32 Liptovský Mikuláš | SE-jun.      | 17  | 14            | 10            | 24            | 8             | —             | —  | —        | —        | —        |          |          |
| 1997/1998    | MHk 32 Liptovský Mikuláš | SE           | 29  | 3             | 5             | 8             | 2             | —             | —  | —        | —        | —        |          |          |
| 1998/1999    | Des Moines Buccaneers    | USHL         | 52  | 40            | 23            | 63            | 26            | 14            | 11 | 6        | 17       | 8        |          |          |
| 1999/2000    | Des Moines Buccaneers    | USHL         | 58  | 41            | 53            | 94            | 36            | 9             | 4  | 5        | 9        | 4        |          |          |
| 2000/2001    | Colorado College         | NCAA         | 41  | 29            | 29            | 58            | 10            | —             | —  | —        | —        | —        |          |          |
| 2001/2002    | Colorado College         | NCAA         | 43  | 26            | 24            | 50            | 16            | —             | —  | —        | —        | —        |          |          |
| 2002/2003    | Colorado College         | NCAA         | 42  | 36            | 46            | 82            | 12            | —             | —  | —        | —        | —        |          |          |
| 2002/2003    | St. Louis Blues          | NHL          | 1   | 1             | 0             | 1             | 0             | —             | —  | —        | —        | —        |          |          |
| 2003/2004    | St. Louis Blues          | NHL          | 20  | 2             | 2             | 4             | 4             | —             | —  | —        | —        | —        |          |          |
| 2003/2004    | Worcester IceCats        | AHL          | 59  | 12            | 29            | 41            | 13            | 10            | 3  | 3        | 6        | 10       |          |          |
| 2004/2005    | Worcester IceCats        | AHL          | 64  | 17            | 21            | 38            | 24            | —             | —  | —        | —        | —        |          |          |
| 2005/2006    | Peoria Rivermen          | AHL          | 44  | 19            | 31            | 50            | 18            | 4             | 3  | 0        | 3        | 2        |          |          |
| 2005/2006    | St. Louis Blues          | NHL          | 6   | 1             | 1             | 2             | 4             | —             | —  | —        | —        | —        |          |          |
| 2006/2007    | Peoria Rivermen          | AHL          | 39  | 12            | 24            | 36            | 12            | —             | —  | —        | —        | —        |          |          |
| 2006/2007    | St. Louis Blues          | NHL          | 22  | 3             | 1             | 4             | 0             | —             | —  | —        | —        | —        |          |          |
| 2007/2008    | ZSC Lions                | NLA          | 38  | 16            | 21            | 37            | 4             | 17            | 7  | 6        | 13       | 2        |          |          |
| 2008/2009    | ZSC Lions                | NLA          | 41  | 16            | 28            | 42            | 28            | —             | —  | —        | —        | —        |          |          |
| 2009/2010    | ZSC Lions                | NLA          | 38  | 17            | 17            | 34            | 2             | —             | —  | —        | —        | —        |          |          |
| 2010/2011    | HC Davos                 | NLA          | 15  | 5             | 3             | 8             | 2             | 7             | 1  | 5        | 6        | 2        |          |          |
| 2011/2012    | HC Davos                 | NLA          | 49  | 19            | 16            | 35            | 6             | 4             | 0  | 0        | 0        | 0        |          |          |
| 2012/2013    | Rapperswil-Jona Lakers   | NLA          | 47  | 20            | 14            | 34            | 22            | —             | —  | —        | —        | —        |          |          |
| 2013/2014    | Rapperswil-Jona Lakers   | NLA          | 48  | 11            | 9             | 20            | 18            | —             | —  | —        | —        | —        |          |          |
| 2014/2015    | HC La Chaux-de-Fonds     | NLB          | 27  | 10            | 15            | 25            | 2             | 7             | 3  | 7        | 10       | 0        |          |          |
| Celkem NHL   | Celkem NHL               | Celkem NHL   | 49  | 7             | 4             | 11            | 12            | —             | —  | —        | —        | —        |          |          |
| celkem v NLA | celkem v NLA             | celkem v NLA | 276 | 103           | 106           | 209           | 82            | 54            | 14 | 20       | 34       | 18       |          |          |

## Reprezentace
| Rok                    | Tým                    | Soutěž                 | Z  | G | A | B | TM |
| ---------------------- | ---------------------- | ---------------------- | -- | - | - | - | -- |
| 1997                   | Slovensko 18           | ME-18                  | 6  | 3 | 3 | 6 | 0  |
| 1999                   | Slovensko 20           | MSJ                    | 6  | 1 | 2 | 3 | 0  |
| 2003                   | Slovensko              | MS                     | 4  | 0 | 0 | 0 | 4  |
| Juniorská reprezentace | Juniorská reprezentace | Juniorská reprezentace | 12 | 4 | 5 | 9 | 0  |